# ТЕС Кенітра
34°17′9.6″ пн. ш. 6°33′42.5″ зх. д. / 34.286000° пн. ш. 6.561806° зх. д.
ТЕС Кенітра — теплова електростанція на північному заході Марокко, розташована на північній околиці міста Кенітра (узбережжя Атлантичного океану, за три десятки кілометрів північніше столиці країни міста Рабат).
На початку 11978—1979 роках національна енергетична компанія Марокко Office National de l'Electricite (ONE) спорудила на площадці станції класичну конденсаційну електростанцію, розраховану на використання нафтопродуктів. Вона складалась із чотирьох енергоблоків з паровими турбінами виробництва італійської компанії Ansaldo потужністю по 75 МВт.
У 2010-му в межах розширення станції замовили три газові турбіни General Electric типу Frame 9 загальною потужністю 315 МВт. Їх введення в експлуатацію припало на 2012 рік.
Забір води для охолодження здійснюється із найбільшої річки країни Себу.